# Irrumation
 (novembre 2010).
Si vous disposez d'ouvrages ou d'articles de référence ou si vous connaissez des sites web de qualité traitant du thème abordé ici, merci de compléter l'article en donnant les références utiles à sa vérifiabilité et en les liant à la section « Notes et références ».
L’irrumation est un type de fellation où le mouvement de va-et-vient du pénis est fait par le bénéficiaire de la fellation plutôt que par la personne qui la pratique.

## Description
Instinctive ou volontaire (l’action est amenée par les sensations), cette pratique peut s’avérer difficilement supportable de la part de la personne qui subit l’irrumation, provoquer un réflexe de vomissement quand le pénis entre en contact avec l'entrée de la gorge et entraîner des étouffements passagers ou des douleurs.
Chez les personnes qui pratiquent la gorge profonde, le pénis pénètre aussi dans la gorge du partenaire. À cause du réflexe de vomissement et de la perte de contrôle de la personne passive, cette pratique peut être considérée comme une domination d'un individu sur l'autre personne qui serait soumise[réf. nécessaire].